# Proasellus monsferratus
Proasellus monsferratus är en kräftdjursart som först beskrevs av Pedro Ivo Soares Braga 19489.  Proasellus monsferratus ingår i släktet Proasellus och familjen sötvattensgråsuggor. Inga underarter finns listade i Catalogue of Life.